# Шематизм

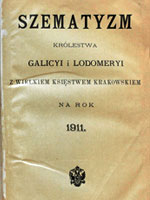
Шематизм Королівства Галіції та Лодомерії 1911 року

Шематизм (з грец. Σχήμα (схема) — фігура) — список осіб чи установ.
У церковних шематизмах подаються списки духовних осіб, зазвичай, з найважливішими даними, деколи й інших осіб, зайнятих у Церкві, списки усіх парафій, кількість вірних та церковних товариств, стан церковного майна тощо. Такі шематизми з цінними матеріалами до минулого Української Церкви почали друкуватися вперше в єпархіях під Австро-Угорщиною. Найстарший друкований шематизм з'явився 1814 року в Мукачівській єпархії. В Перемиській єпархії шематизми почали з'являтися з 1828 року, у Львівській архієпархії — з 1832, у Станиславівській — з 1886, Пряшівській — з 1848, Крижевській (Югославія) — з 1832, а на Буковині в православній єпархії з 1841 року. З 1918 року шематизми друкувалися й у Гайдудорозькій єпархії в Угорщині, а з 1936 — в Апостольській Адміністратурі на Лемківщині.
У всіх єпархіях вони здебільша з'являлися щорічно, спочатку латиною, потім деколи латиною й українською, а пізніше тільки українською мовою. Останні шематизми вийшли ще 1944 року у Львові, а в Пряшеві у 1948 році.
В еміграції 1924 року в «Календарі св. Йосафата» з'явився короткий «Шематизм клиру всіх українських з'єдинених єпархій», що подавав стан духовенства також у Югославії, Румунії, Боснії та заморських країнах. 1947 року єдиний раз вийшов шематизм духовенства Української Католицької Церкви в Німеччині. У теперішній Філадельфійській митрополії, спочатку в обох екзархатах, потім для всіх єпархій шематизми з численними світлинами з'являються англійською мовою, починаючи з 1951 року. У Торонтській єпархії ювілейний шематизм був створений 1963 року; в Саскатунській — 1961; в Пітсбурзькій митрополії з її 4 єпархіями — у 1984.
Поза Україною, з передвоєнних шематизмів найбільше їх збереглося в римських бібліотеках — близько 200, та близько 50 у Відні й Василіянській бібліотеці у Варшаві. В Україні значні комплекти шематизмів збереглися в Львові, в Львівській національній науковій бібліотеці, бібліотеці Львівського національного університету та Центральному державному історичному архіві у м. Львів, а також в державних архівах Львівської, Івано-Франківської та Тернопільської областей.
Тепер календарі «Світла» (Торонто) і «Голосу Спасителя» (Йорктон, Саскачеван) містять списки священиків з їхніми адресами поза Україною. Список з адресами православної ієрархії і священиків у діяспорі містить «Український Православний Календар», виданий Українською Православною Церквою в США (Бавн-Брук).
Після легалізації УГКЦ в Україні відновлено традицію видання Шематизмів, які упродовж 1990-2010-х рр. публікувалися нерегулярно. Так, у Львівській архиєпархії Шематизми опубліковано у 1991, 1996, 2011 та 2017 рр., в Івано-Франківській єпархії — у 1995 та 2009 рр. Серед новостворених в Україні у 1993—2010 рр. єпархій та екзархатів УГКЦ окремий Шематизм опублікувала тільки Стрийська єпархія (2012 р.).
Патріарший Синод єпископів УГКЦ у 2008 р. ухвалив рішення підготувати «Загальний шематизм УГКЦ», а в 2009 р. розглянув загальний проект цього видання. Згідно з першими підсумками роботи над шематизмом, «Шематизм УГКЦ» вміщатиме список усіх діючих єпископів УГКЦ, тобто єпископської колегії Церкви, низку структур патріарших, митрополичих і єпархіальних курій як в Україні, так і за кордоном, їх контактні адреси та адреси сайтів. Також міститиме інформацію про усі парафії та усіх священиків.